# Adin Ballou
Adin Ballou (23 de abril de 1803 - 5 de agosto de 1890) foi um proeminente defensor americano do pacifismo, socialismo e abolicionismo e fundador da Comunidade Hopedale. Durante sua longa carreira como ministro universalista e, em seguida, unitário, ele buscou incansavelmente a reforma social através de suas visões cristãs radicais e socialistas. Seus escritos atraíram a admiração de Leo Tolstoi, que patrocinou traduções para o russo de algumas das obras de Ballou e citou-o em seu livro O Reino de Deus está dentro de Vós.

## Biografia
Ballou nasceu em 1803 em uma fazenda em Cumberland, Rhode Island, filho de Ariel e Elida (nascida Tower) Ballou. Ele foi criado como batista dos seis princípios até 1813, quando sua família foi convertida em um reavivamento da Christian Connexion.
Ballou casou-se com Abigail Sayles no início de 1822, no mesmo ano em que se converteu ao universalismo. Sua esposa morreu em 1829, logo após dar à luz uma filha. Mais tarde naquele ano, Ballou sofreu uma doença ameaçadora. Ele recebeu cuidados de enfermagem de volta à saúde por Lucy Hunt, com quem se casou alguns meses depois. Hosea Ballou II realizou a cerimônia. Das quatro crianças nascidas de Ballou, apenas Abbie Ballou atingiu a idade adulta.
Ballou foi um historiador local de destaque em Milford, escrevendo uma das primeiras histórias completas da cidade em 1882, "História da cidade de Milford, condado de Worcester, Massachusetts, desde seu primeiro assentamento até 1881".
Ballou morreu em Hopedale em 1890. Lucy Ballou morreu no ano seguinte.

## Questões religiosas e sociais
Ballou viajou pela Nova Inglaterra dando palestras e debatendo sobre o cristianismo prático, a não-resistência cristã, a abolição, a temperança e outras questões sociais.

### Cristianismo prático
Ballou acreditava que os cristãos práticos eram chamados para tornar suas convicções realidade; eles deveriam começar a criar uma nova civilização.

### Restauracionista
Em 1830, Ballou se alinhou com os restauracionistas, que estavam chateados com as opiniões de alguns universalistas, de que a salvação completa e nenhum castigo seguiriam a morte. Embora Ballou tenha servido à igreja unitária, de 1831 a 1842, Ballou continuou a se identificar como restauracionista. Os restauracionistas acreditavam que o crescimento espiritual dos pecadores só poderia ser aclamado através da justiça de Deus, na vida após a morte, antes que pudessem ser restaurados à graça de Deus. Como restauracionista, Ballou concordou em editar e publicar o Independent Messenger. As visões de Ballou levaram à perda de seu púlpito em Milford, Massachusetts. Em 1831, Ballou, juntamente com outros sete ministros, estabeleceu a Associação de Restauracionistas Universalistas de Massachusetts .

### Pacifismo cristão
Ballou converteu-se ao pacifismo cristão em 1838. Standard of Practical Christianity foi composto em 1839 por Ballou e alguns colegas ministeriais e leigos. Os signatários anunciaram seu afastamento dos "governos do mundo". Eles acreditavam que a dependência da força para manter a ordem era injusta e prometeram não participar desse governo. Embora não reconhecessem o domínio terreno do homem, também não se rebelaram ou "resistiram a nenhuma de suas ordenanças pela força física". "Não podemos empregar armas carnais nem qualquer violência física", proclamaram, "nem mesmo para a preservação de nossas vidas. Não podemos retribuir o mal pelo mal ... nem fazer outra coisa senão 'amar nossos inimigos'."
A partir de 1843, ele atuou como presidente da Sociedade de Não Resistência da Nova Inglaterra. Ele trabalhou com seu amigo William Lloyd Garrison até que eles romperam devido ao apoio de Garrison à violência no combate à escravidão. Em 1846, Ballou publicou seu principal trabalho sobre o pacifismo, Christian non-Resistance. Ballou também esteve envolvido com a União da Paz Universal, fundada em 1866.

### Abolicionismo
Em 1837, Ballou anunciou publicamente que era um abolicionista. Ele fez turnês de palestras contra a escravidão na Pensilvânia em 1846 e em Nova York em 1848.
Os sentimentos anti-escravidão de Ballou são exemplificados em seu discurso de 4 de julho de 1843  intitulado "A Voz do Dever", no qual ele pedia aos americanos que honrassem as fundações do país por não serem seletivos ou hipócritas em seu julgamento de quem deveria ser livre: "Nós honramos a liberdade apenas quando a fazemos imparcial - a mesma a todos os homens". Ballou também respondeu àqueles que alegaram que os abolicionistas desonram a Constituição dos EUA, dizendo que ele estava "em uma plataforma moral mais alta do que qualquer pacto humano". Sobre os Pais Fundadores, Ballou declarou: "Honro-os de todo o coração por sua devoção aos princípios corretos, por todos os traços verdadeiramente nobres em seu caráter, por sua fidelidade à sua própria luz mais elevada. Mas porque eu honro o amor pela liberdade, devo honrar o compromisso com a escravidão?"

### Temperança
Através do movimento da temperança, Ballou delineou "três excelentes dados práticos em ética":
1. Que a justiça deve ser ensinada de maneira definitiva, específica e prática, a fim de produzir resultados marcantes.
2. Que os adeptos de uma causa devem ser inequivocamente comprometidos com a prática de deveres definitivamente declarados.
3. Que esses aderentes juramentados devem associar-se voluntariamente sob afirmações explícitas de um propósito estabelecido para cooperar na exemplificação e difusão no exterior das virtudes e excelências com as quais estão comprometidos e não agir aleatoriamente no individualismo desorganizado e sem rumo.[4]

### Socialismo
Ballou rejeitou o "governo sustentado por espadas" que impunha sua vontade à população pela força, "recorrendo à guerra, à pena de morte e a ferimentos penais para a manutenção de sua própria existência e autoridade", como ele colocou em seu livro Practical Christian Socialism. Nesse livro, ele não faz nenhuma referência ao socialismo econômico, direta ou indiretamente. Sua expressão do que é "socialista" é inteiramente a da ética.

## Comunidade Hopedale
Em 1840, Ballou estava convencido de que suas convicções cristãs não lhe permitiriam viver nos governos mundanos. Em 1841, ele e os cristãos práticos compraram uma fazenda a oeste de Milford, Massachusetts, e a batizaram de Hopedale. A comunidade foi estabelecida em 1842.
O fim prático da Comunidade ocorreu em 1856, quando dois dos apoiadores mais próximos de Ballou, Ebenezer e George Draper, retiraram sua participação de 75% das ações da comunidade para formar a bem sucedida Hopedale Manufacturing Company. George afirmou que a comunidade não estava usando boas práticas de negócios. A comunidade, no entanto, continuou como um grupo religioso até 1867, quando se tornou a Paróquia de Hopedale e voltou ao unitarismo convencional. Em 15 de dezembro de 1873, os Curadores da Comunidade transmitiram todo o direito, título, interesse e controle à Praça da Comunidade. Ballou permaneceu como pastor de Hopedale durante sua transformação e finalmente se aposentou em 1880. A Adin Street, na cidade de Hopedale, Massachusetts, recebeu o nome dele.

## Moderno espiritualismo
Por volta de 1850, Adin Ballou, então ministro universalista em sua comunidade, afeiçoou-se ao moderno espiritualismo e o incluiu nas reformas que advogava.
“Sou espiritualista porque considero o espiritualismo uma grande ajuda na promulgação da livre discussão. Existem milhares de questões sobre religião, ciência e filosofia, que devem ser discutidas, mas que nunca puderam ser resolvidas por qualquer método que a humanidade possuía antes do nascimento do espiritualismo moderno. (...) O destino eterno do homem era uma mera fantasia, as verdades religiosas essenciais eram meros caprichos infundados, chegou o tempo em que religião e razão devem se casar."
Em 1852, ele teria recebido a comunicação de seu filho morto através de uma médium de Hopedale, Elizabeth Reed, em estado de transe. No mesmo ano, Ballou organizou e presidiu uma convenção espiritualista em Worcester, Massachusetts, o que foi noticiado pelo The New York Times, que chamou-o de "hierofante de Hopedale". A partir de então, membros da comunidade Hopedale passaram a publicar o jornal The Radical Spiritualist. Ele também publicou ainda em 1852 o livro An Exposition of Views respecting the Principal Facts, Causes and Peculiarities involved in Spirit manifestation, que foi um dos precursores da investigação espírita e na formação da teoria do animismo:
"O que se passa através do médium deve, em verdade, estar sujeito à influência do espírito dos vivos. As ideias preconcebidas, a vontade, a imaginação, os sentimentos, os pontos de vista particulares não podem deixar de exercer uma influência, mais ou menos acentuada, sobre as comunicações que os Espíritos de mortos procuram transmitir, por intermédio de um cérebro alheio. (...) Segue-se que certas comunicações de Espíritos elevados são transmitidas ou, mais acertadamente, são traduzidas de um modo vulgar, não raro completamente diferente daquilo que foi ouvido pelo Espírito comunicante. É como se um francês se comunicasse com um inglês por intermédio de um dinamarquês, pouco familiarizado com aqueles dois idiomas."
A mais famosa médium que alegou ter se comunicado com o filho de Ballou foi Cora L. V. Scott, cuja família havia se mudado para Hopedale em 1850; ela considerou-o um espírito-guia e sua carreira de palestrante em transe tornou-se a mais famosa do século XIX. Adin Ballou se afastou gradualmente de espetáculos públicos de espiritualistas por volta de 1870, mantendo interesse particular no fenômeno, mas criticando aqueles cujos ensinamentos e mensagens se afastavam do cristianismo.

## Destino da obra
Em 1889-1890, Ballou foi levado por seu amigo Lewis G. Wilson a uma correspondência com Liev Tolstoi, este último tendo traduzido algumas de suas obras traduzidas para o russo para disseminar seus ensinamentos sobre a não-resistência.
Os argumentos sobre não-resistência formulados por Ballou foram retomados por Liev Tolstoi em seu livro O Reino de Deus está dentro de vós, o que provou ser um fator determinante no destino da obra por causa da influência desta última no pensamento de Mohandas Gandhi. De fato, Ballou influenciou Tolstoi tanto quanto este pôde influenciar Gandhi.